# محوطه پیل بره
محوطه پیل بره مربوط به پیش از اسلام است و در شهرستان رودبار، بخش مرکزی، روستای دارستان واقع شده و این اثر در تاریخ ۱۴ مرداد ۱۳۸۲ با شمارهٔ ثبت ۹۳۹۷ به‌عنوان یکی از آثار ملی ایران به ثبت رسیده است.